# Sabrina Altermatt
Sabrina Altermatt (Langenthal, 6 maart 1985) is een Zwitserse voormalige atlete, die zich had toegelegd op de sprint en op het hordelopen. De 100 m horden bleek daarbij haar meest succesvolle afstand. Haar grootste succes was een tweede plek op het wereldkampioenschappen voor junioren in 2004 op de 100 m horden.

## Biografie

### Eerste internationale succes
Sabrina Altermatt begon aanvankelijk als sprintster, maar omdat ze sprinten alleen een beetje saai vond, besloot ze zich op het hordelopen toe te leggen. Deze beslissing pakte al vroeg succesvol uit, want ze werd op haar vijftiende de snelste Zwitserse ooit van haar categorie op de 80 m horden. Op haar zestiende, bij het EYOF maakte ze haar internationale debuut op de 100 m horden. Ook dat pakte succesvol uit, ze won deze wedstrijd namelijk. Twee jaar later, in 2003 kwam haar tweede grote internationale wedstrijd, de Europese kampioenschappen voor junioren, waar ze aan de 100 m horden meedeed. Altermatt pakte wederom een podiumplek, ditmaal een derde plaats, door een tijd van 13,59 s te lopen.

### WJK Atletiek
Het jaar 2004 kan worden omschreven als het succesvolste jaar voor Sabrina Altermatt. Naast het Zwitsers kampioenschap dat ze won, verbeterde ze het Zwitserse juniorenrecord op de 100 m horden tot 13,39 in Mannheim. Verder nam zij deel aan de wereldkampioenschappen voor junioren op de 100 m horden en de 4 x 100 m estafette. De series bij de 100 m horden begonnen goed voor Altermatt, in de serie waar de meeste atletes de volgende ronde haalden (zes van de zeven) eindigde ze als eerste en plaatste zij zich dus vrij gemakkelijk voor de halve finale. Ook in deze ronde deed Altermatt het goed, ze liep een tijd van 13,45 (acht honderdste van een seconde sneller dan in de voorrondes) en plaatste zich daarmee als derde voor de finale. Hierin deed ze het nog wat beter en behaalde ze met een evenaring van haar nationaal record net een zilveren plak. De twee atletes op de derde en vierde plek waren namelijk respectievelijk één en twee honderdsten achter haar gefinisht. Bij de 4 x 100 m was Sabrina Altermatt minder succesvol en kwam het Zwitserse team met een tijd van 45,77 niet door de series heen.

### Seniorencarrière
Ondanks het juniorensucces, miste Altermatt in de jaren daarna de aansluiting met de internationale seniorentop. Wel nam ze in 2005 deel aan de Europese kampioenschappen voor neo-senioren en de universiade. Bij de Europese kampioenschappen liep ze op de 100 m horden 13,60 en kwam daardoor niet door de series. Bij de universiade gebeurde dat eveneens, dit keer door de tijd van 13,63. Haar volgende grote internationale toernooi vond pas twee jaar later plaats, de volgende editie van het EK onder de 23. Ook hier bereikte ze niet de finale, maar bereikte slechts een negentiende plaats.
In de jaren erna nam Altermatt niet meer deel aan internationale kampioenschappen en richtte ze zich meer op de langere sprint en hordenonderdelen. Zo wist ze in 2010 de Zwitserse titel bij de 400 m horden te bemachtigen. In november 2011 kondigde Altermatt haar vertrek uit de topsport aan.
Altermatt studeerde bedrijfseconomie. Altermatt was in het begin van haar carrière lid van LV Langenthal, later van LC Zürich.

## Titels
- Zwitsers kampioene 100 m horden - 2003, 2004, 2005
- Zwitsers kampioene 400 m horden - 2010

## Persoonlijke records
Outdoor
| Onderdeel    | Prestatie | Datum             | Plaats     |
| ------------ | --------- | ----------------- | ---------- |
| 100 m        | 12,16 s   | 16 september 2006 | Genève     |
| 200 m        | 24,07 s   | 31 mei 2004       | Bazel      |
| 300 m        | 39,34 s   | 1 mei 2008        | Langenthal |
| 400 m        | 55,12 s   | 2 augustus 2009   | Zürich     |
| 100 m horden | 13,39 s   | 20 juni 2004      | Mannheim   |
| 300 m horden | 41,55 s   | 21 mei 2009       | Langenthal |
| 400 m horden | 57,93 s   | 17 juli 2010      | Lugano     |

## Palmares

### 200 m
- 2000:  Zwitsers kampioenschap - 24,47 s
- 2006:  Zwitsers kampioenschap - 24,44 s

### 100 m horden
- 2001:  EYOF - 13,40 s (lagere hordenhoogte)
- 2003:  EJK - 13,59 s
- 2003:  Zwitsers kampioenschap - 13,68 s
- 2004:  WJK - 13,39 s
- 2004:  Zwitsers kampioenschap - 13,81 s
- 2005: 13e EK U23 - 13,60 s
- 2005:  Zwitsers kampioenschap - 13,47 s
- 2005: 6e in serie Universiade - 13,63 s
- 2007: 16e Athletissima - 13,75 s
- 2007: 20e EK U23 - 13,94 s

### 400 m horden
- 2010:  Zwitsers kampioenschap - 57,93 s

### 4 x 100 m
- 2003: 5e EJK - 45,93 s
- 2004: 12e WJK - 45,77 s

## Onderscheidingen
- Zwitsers atlete van het jaar - 2004